# Agencia de Estados Unidos para los Medios Globales
La Agencia de Estados Unidos para los Medios Globales, (U.S. Agency for Global Media, USAGM), anteriormente la Broadcasting Board of Governors (Junta de Gobernadores de Radiodifusión, BBG), es una agencia independiente del gobierno de los Estados Unidos que transmite noticias e información. Describe su misión, "vital para los intereses nacionales de Estados Unidos", para "informar, involucrar y conectar a personas de todo el mundo en apoyo de la libertad y la democracia". Se considera un brazo de la diplomacia estadounidense.
USAGM supervisa las transmisiones de radio y televisión no militares del gobierno federal, como la Voz de América (VOA) y la Oficina de Radiodifusión para Cuba (OCB), así como los medios financiados por el estado Radio Free Europe/Radio Liberty, Middle East Broadcasting Networks', y Radio Free Asia, Open Technology Fund. La junta de USAGM tiene una función consultiva. Anteriormente supervisaba directamente las redes de medios de USAGM, pero fue reemplazada por un solo director ejecutivo (CEO) designado como parte de la Ley de Autorización de Defensa Nacional para el año fiscal 2017, aprobada en diciembre de 2016.
Los medios manejados por USAGM tienen una audiencia no duplicada de 394 millones de personas en 100 países, haciendo transmisiones en 62 idiomas a través de la televisión, la radio e Internet.

## Historia
La Junta de Gobernadores de Radiodifusión (BBG) se formó en 1994 con la aprobación de la Ley de Radiodifusión Internacional. La ley estableció una junta bipartidista que constaba de 9 miembros con derecho a voto, 8 de los cuales serían designados por el presidente por un período de 3 años. El noveno era el Secretario de Estado, que serviría como miembro de la junta de oficio durante la duración de su mandato como secretario. En este punto, la BBG se consideraba parte de la Agencia de Información de Estados Unidos.
El 1° de octubre de 1999, la BBG fue establecida como una agencia independiente por la Ley de Reforma y Reestructuración de Relaciones Exteriores. A pesar de este cambio, la ley requería que BBG permanecería bajo la supervisión del inspector general del Departamento de Estado y el Servicio Exterior.
Desde la formación de BBG, la radiodifusión internacional de Estados Unidos se expandió enormemente, particularmente en el enfoque de política exterior posterior al 11 de septiembre en el Medio Oriente. En 2002, BBG lanzó Radio Sawa, una red de radio en Idioma árabe las 24 horas del día, los 7 días de la semana, que transmite noticias y una mezcla de música occidental y árabe en el Medio Oriente. Según el sitio web de BBG, Radio Sawa es "una de las estaciones de radio más populares" donde está disponible en radio FM. En 2015 Radio Irak Libre, se fusionó con Radio Sawa.
En 2004, Alhurra TV se creó como una cadena hermana de televisión de Radio Sawa y comenzó a transmitir en todo el Medio Oriente. Desde su fundación ha consolidado programas como Al Youm (Hoy en español), un informativo diario de 3 horas de duración que se emite desde cinco países de tres continentes diferentes; y Musawat (Igualdad en español), un programa que se centra en los problemas y derechos de las mujeres en el mundo árabe.
En 2005, se inició Middle East Broadcasting Network (MBN) para supervisar las transmisiones en árabe. Bajo MBN, la transmisión árabe se había expandido, ampliando la programación en Egipto y cubriendo la Guerra de Irak, las primeras elecciones democráticas egipcias, los puntos de vista árabes sobre las elecciones estadounidenses y más.
Otras redes también se ampliaron bajo la BBG. La Voz de América trabajó con Radio Free Europe/Radio Liberty para lanzar Radio Farda, un programa de radio en idioma persa dirigido a la juventud iraní. En 2006, VOA inició TV Ashna, una transmisión de noticias televisada de una hora, y Radio Deewa, un programa de radio diario de deportes, música y noticias locales e internacionales.
En 2012 se funda el Open Technology Fund que tiene como objetivo apoyar las tecnologías globales de libertad en Internet. Su misión es "apoyar tecnologías y comunidades abiertas que aumenten la libre expresión, eludan la censura y obstruyan la vigilancia represiva como una forma de promover los derechos humanos y las sociedades abiertas". Hasta su formación como entidad independiente, había funcionado como un programa de Radio Free Asia.
En marzo de 2025, el Departamento de Eficiencia Gubernamental (DOGE) de Elon Musk impuso una congelación total de la financiación durante 30 días. de USAGM y otros medios de USAGM, con la intención de hacer que esta medida sea permanente.

## Recepción
En febrero de 2010, el director ejecutivo de BBG, Jeff Trimble, colaboró con el Consejo de Seguridad Nacional para publicar una declaración de la VOA sobre la interferencia de satélites internacionales por parte de Irán. En un correo electrónico a la revista Foreign Policy, el director de Asuntos Públicos de BBG respondió a la controversia y afirmó que "el 'cortafuegos' de BBG sirvió para proteger la integridad y credibilidad de nuestros productos periodísticos. Una declaración de política oficial de un alto funcionario de la gerencia de la agencia no es un producto periodístico".
En julio de 2016, al presidente de la BBG Jeff Shell se le negó la entrada a Rusia. Matt Novak, escribiendo para el blog de tecnología Gizmodo, se refirió al BBG como el "brazo de propaganda" del gobierno de los Estados Unidos y especuló que su supuesto papel en la propagación de propaganda en nombre del gobierno de los Estados Unidos fue la razón por la que a Jeff Shell se le negó la entrada a Rusia.
En 2018, The New York Times informó que la Agencia se había dirigido a los estadounidenses con anuncios de Facebook para uno de sus medios, lo que violaría la Ley Smith-Mundt, una ley estadounidense de 1948 "para proteger a los estadounidenses de la propaganda interna".
En 2018, BBG cambió su nombre por el de Agencia Estadounidense para Medios Globales (USAGM).

## Organización
USAGM está dirigida por un solo Director Ejecutivo designado por el presidente de los Estados Unidos y confirmado por el Senado de los Estados Unidos. Hasta 2016 estuvo encabezada por una junta bipartidista de 9 miembros; 8 fueron designados por el presidente con confirmación del Senado, y el noveno miembro ex officio fue el Secretario de Estado. Por ley, no más de 4 miembros podían ser del mismo partido político, en un esfuerzo por limitar el partidismo. El presidente designó a un miembro (aparte del Secretario de Estado) para que actuara como presidente. La Junta sirvió como “cortafuegos” contra la injerencia política en el producto periodístico.
Tras la promulgación de la Ley de Autorización de la Defensa Nacional para el año fiscal 2017 el 23 de diciembre de 2016, la agencia quedó bajo la dirección de un solo director ejecutivo. La junta, oficialmente renombrada como Junta Asesora de Radiodifusión Internacional, se redujo a 5 miembros designados por el presidente para desempeñar un papel asesor.

## Medios adscritos

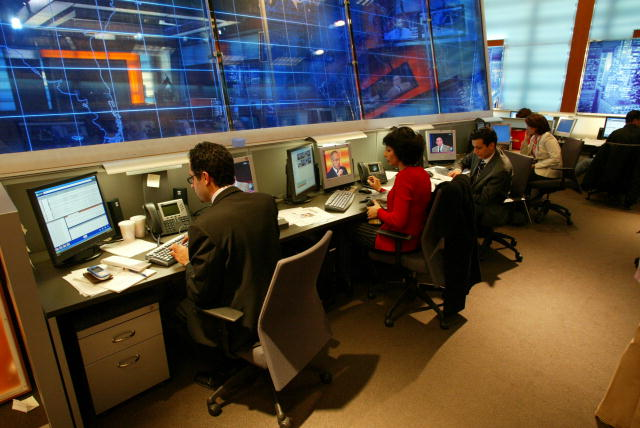
Sala de redacción de Middle East Broadcasting Networks (MBN)

USAGM tiene los siguientes servicios internacionales bajo su supervisión:
- La Voz de América (VOA) (fundado en 1942)
  - Deewa Radio (fundado en 2006)
  - TV Ashna (fundado en 2006)
- Radio Free Europe/Radio Liberty (RFE/RL) (fundados en 1952 y 1953 respectivamente, fusionados en 1975)
  - Current Time TV (fundado en 2017)
  - Eco del Cáucaso (fundado en 2009)
  - Radio Mashaal (fundado en 2010)
  - Radio Farda (fundado 2002)
- Middle East Broadcasting Networks (MBN)
  - Alhurra (fundado en 2004)
  - Radio Sawa (fundado en 2002)
- Radio Free Asia (RFA) (fundado en 1996)
- Oficina de Transmisiones para Cuba (OCB)
  - Radio Martí (fundado en 1985)
  - TV Martí (fundado en 1990)

- Fondo de Tecnología Abierta (OTF) (fundado en 2012, anteriormente había formado parte como un programa de Radio Free Asia)

- Canales de TV y Radios extintos:
  - Worldnet (fundado en 1983 e integrado a VOA en 2004).
  - Radio Irak Libre (fundado en 1998 e integrado en Radio Sawa)